# Mont-lès-Neufchâteau
Mont-lès-Neufchâteau ist eine auf 330 Metern über Meereshöhe gelegene französische Gemeinde im Département Vosges in der Region Grand Est (bis 2015 Lothringen). Sie gehört zum Kanton Neufchâteau im Arrondissement Neufchâteau. Sie grenzt im Nordwesten an Midrevaux, im Norden an Sionne, im Nordosten an Frebécourt, im Osten an Neufchâteau, im Süden an Fréville, im Südwesten an Liffol-le-Grand und im Westen an Pargny-sous-Mureau.

## Bevölkerungsentwicklung
| Jahr      | 1962 | 1968 | 1975 | 1982 | 1990 | 1999 | 2008 | 2019 |
| --------- | ---- | ---- | ---- | ---- | ---- | ---- | ---- | ---- |
| Einwohner | 198  | 193  | 204  | 219  | 244  | 266  | 267  | 302  |

## Sehenswürdigkeiten

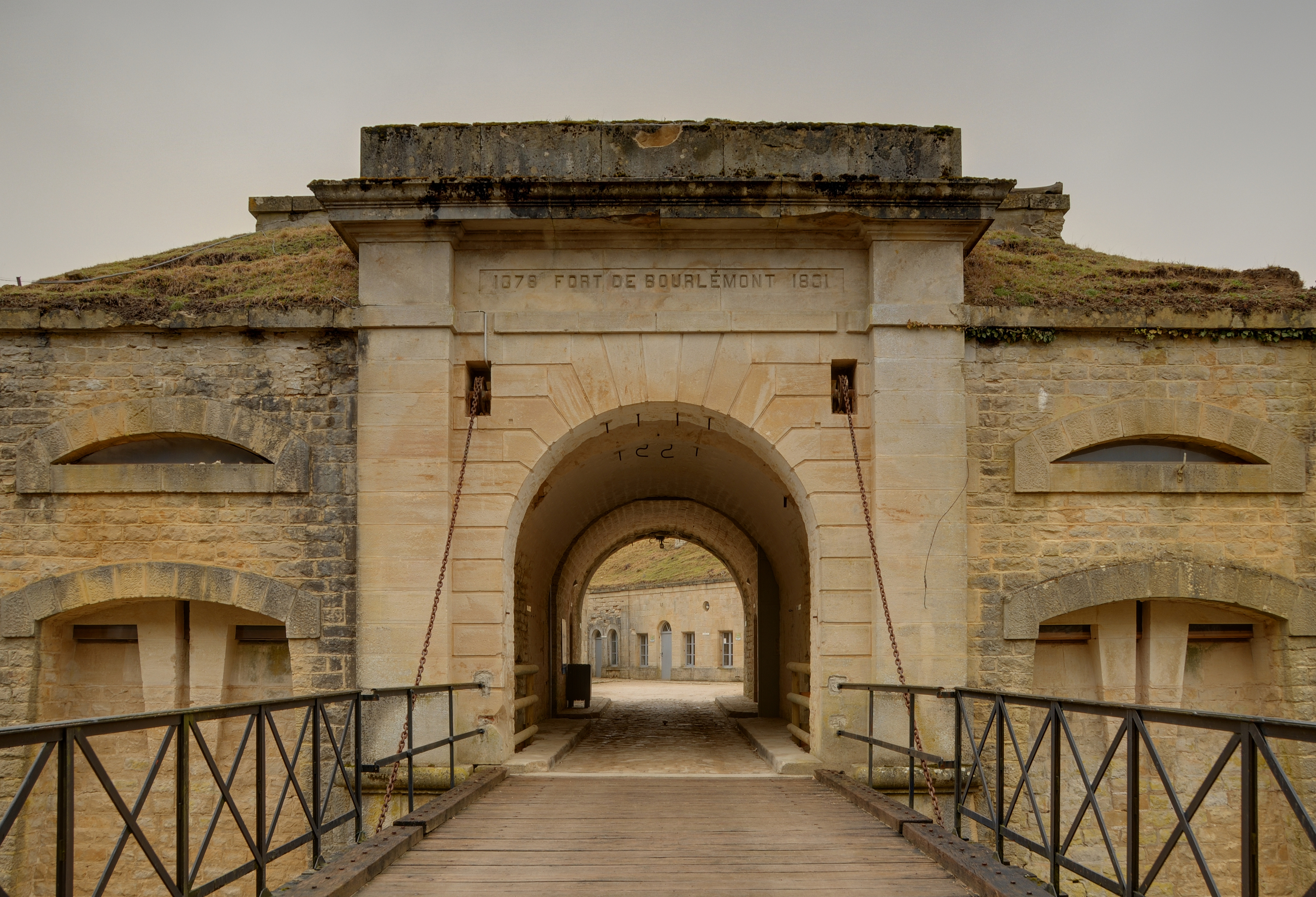
Fort de Bourlémont

- Fort de Bourlémont